# Pont Cardinet (stanice metra v Paříži)
Pont Cardinet je stanice pařížského metra na lince 14. Nachází se v severozápadní části Paříže v 17. obvodu pod parkem Clichy-Batignolles, který vznikl při urbanistické obnově zdejší čtvrti. Hlavní vstup se nachází na ulici Rue Cardinet naproti Square des Batignolles.
Na stanici je možný přestup na linku L Transilien v železniční stanici Gare de Pont-Cardinet.
V rámci veřejné ankety o prodloužení linky 14 až do stanice Mairie de Saint-Ouen, která proběhla v lednu 2010, mnoho přispěvatelů požadovalo zřídit stanici této linky právě u nádraží Pont-Cardinet. Svaz STIF se proto tímto návrhem začal zabývat a 26. ledna 2011 stát a region Île-de-France odsouhlasily v návrhu rozvoje dopravy do roku 2025 rovněž prodloužení linky 14 a výstavbu stanice Pont-Cardinet.
K otevření úseku Saint-Lazare – Mairie de Saint-Ouen, na němž stanice leží, došlo 14. prosince 2020.